# 朱塔
朱塔，江西建昌府南豐縣人，明朝政治人物、進士出身。

## 生平
江西鄉試第四十二名。建文二年，會試第四十八名，殿試登庚辰科進士二甲第二名。
曾祖朱性初，祖父朱士希，父親朱仲宣。